# Cockney Rejects
Cockney Rejects je punková kapela z londýnského East Endu, založená v roce 1977.
Jejich song „Oi, Oi, Oi“ z roku 1980 byl inspirací pro název punkového žánru Oi!. Členové kapely jsou příznivci fotbalového týmu West Ham United FC a jejich hit „I'm Forever Blowing Bubbles“ je hymnou fanoušků klubu.

## Kariéra
Cockney Rejects založili v roce 1977 bratři Jeff a Micky Geggusové spolu se svým švagrem Chrisem Murrellem jako baskytaristou a Paulem Harveyem jako bubeníkem. Jejich první demo „Flares n' Slippers“ upoutalo pozornost majitele Small Wonder Records Pete Stennetta, který kapelu představil Bobu Sergeantovi, u něhož nahráli první singl.
Místo Murrella a Harveyho pak do Cockney Rejects nastoupili baskytarista Vince Riordan a bubeník Andy Scott, kteří hráli v The Tickets, další skupině z East Endu. Tím vznikla klasická sestava Cockney Rejests, jejíž debut v Bridge House v Canning Town v červnu 1979 je považován za zlomový pro kapelu. V září 1979 roku skupina podepsala smlouvu s EMI a v únoru 1980 vydala své první album Greatest Hits, Vol. 1.
Jejich největším britským hitem osmdesátých let byl „The Greatest Cockney Rip-Off“, který byl parodií na „Hersham Boys“ od Sham 69's. Jejich další skladby již byly méně komerční a zabývaly se tvrdšími tématy, jako je pouliční boj nebo fotbalové chuligánství. Jako další singly vydali v roce 1980 „Bad Man“, „We Can Do Anything“, „I'm Forever Blowing Bubbles“ a „We Are the Firm“.

## Členové

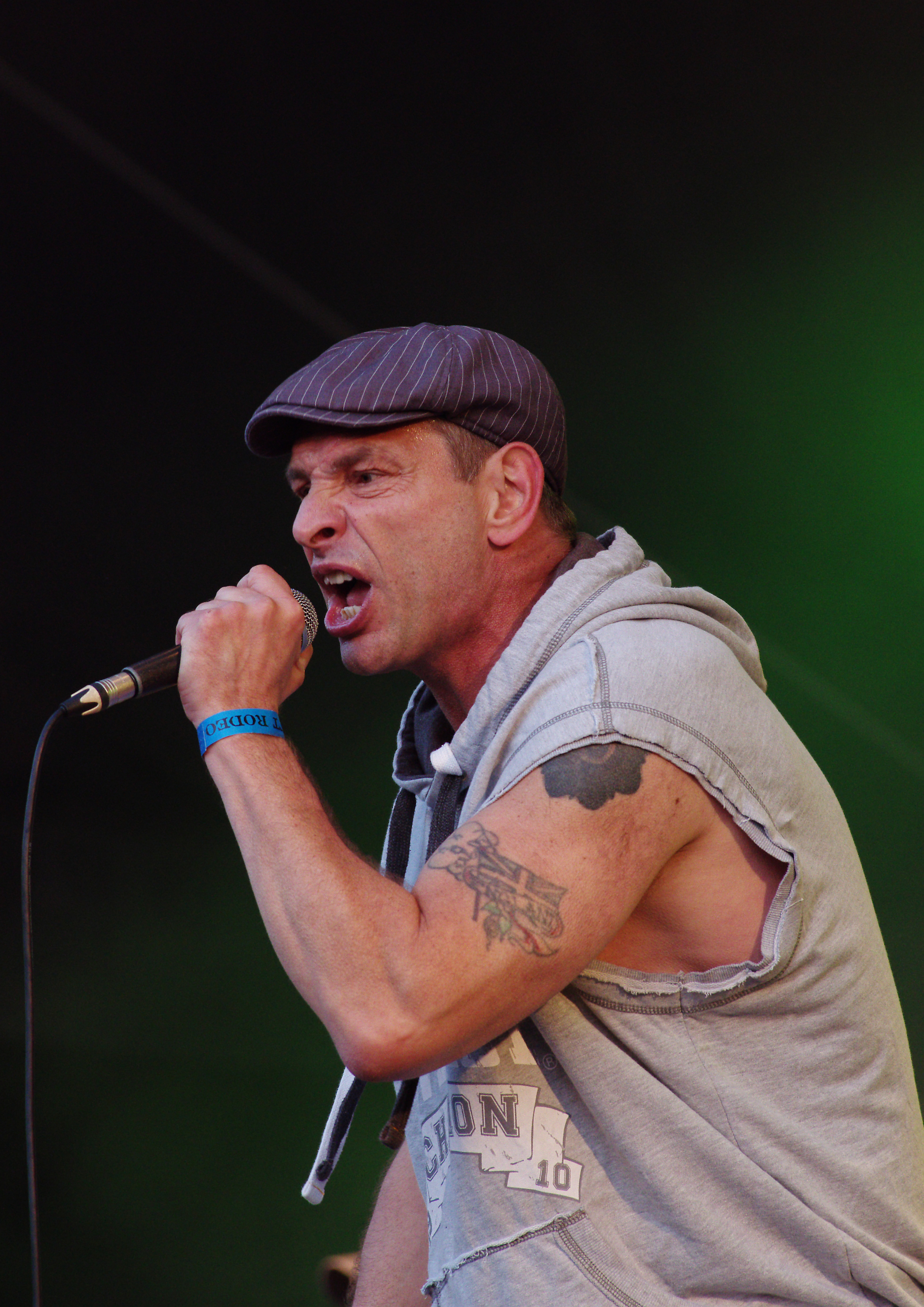
Jeff Turner (Jeff Geggus) 2013

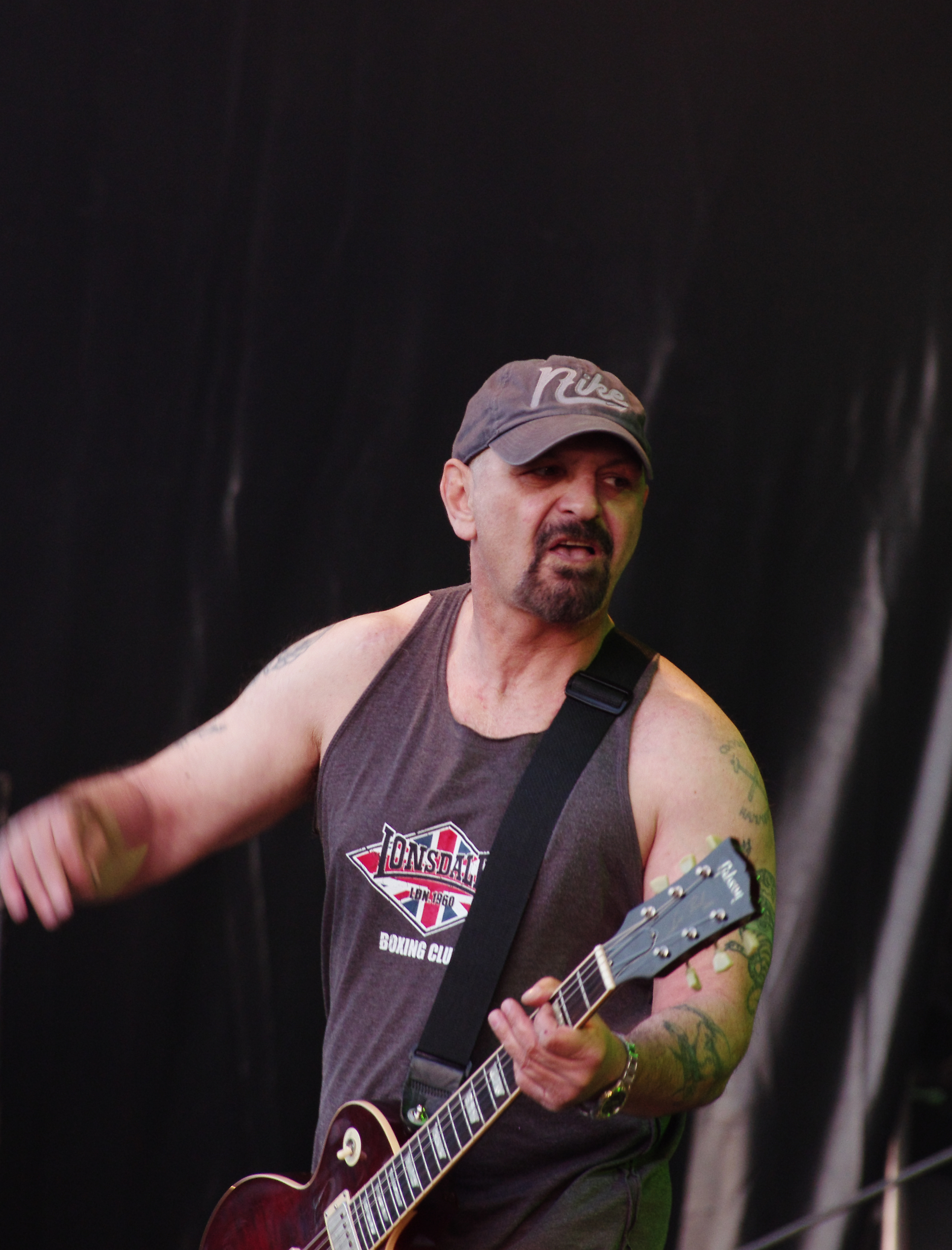
Mick Geggus 2013

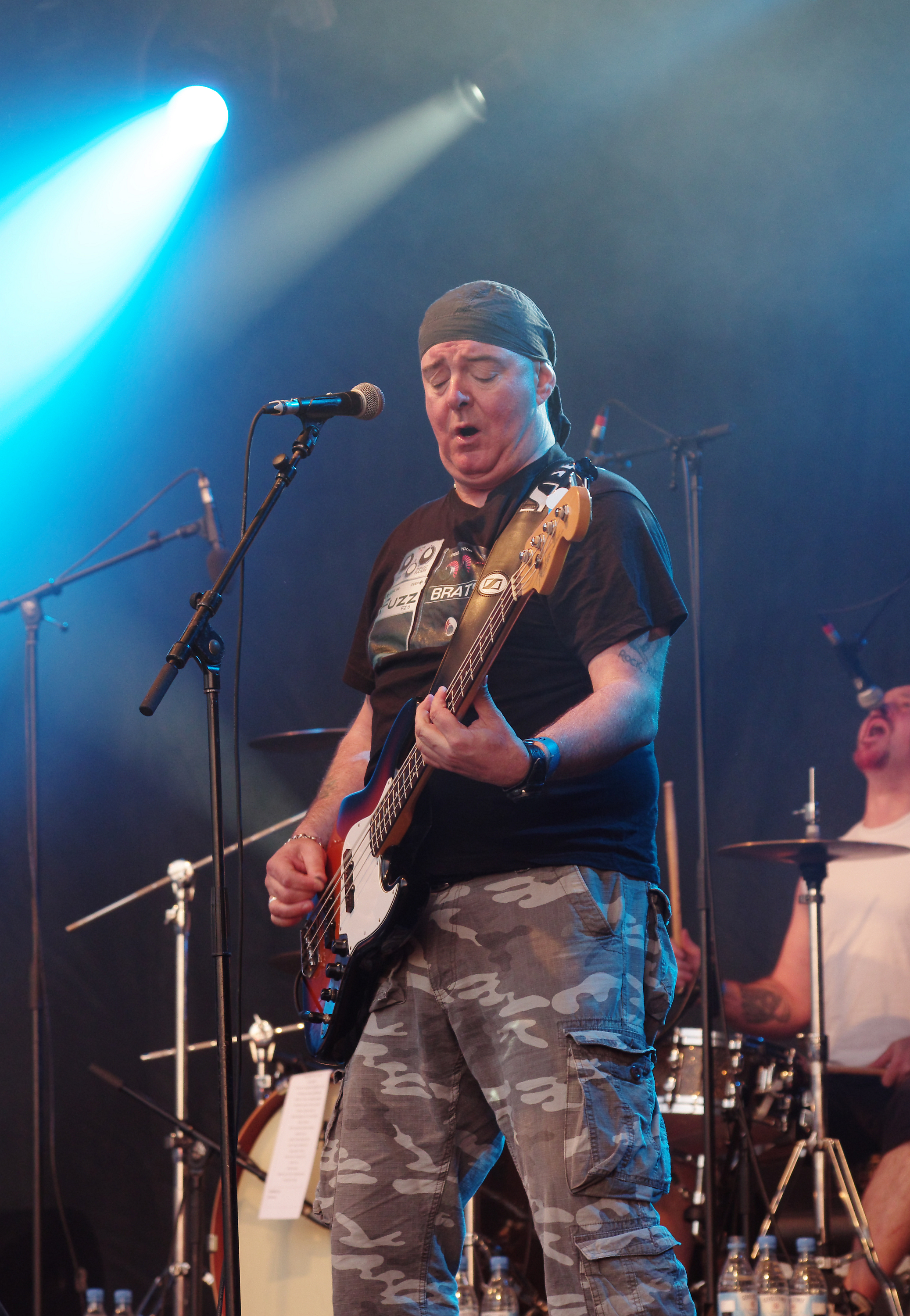
Tony Van Frater 2013

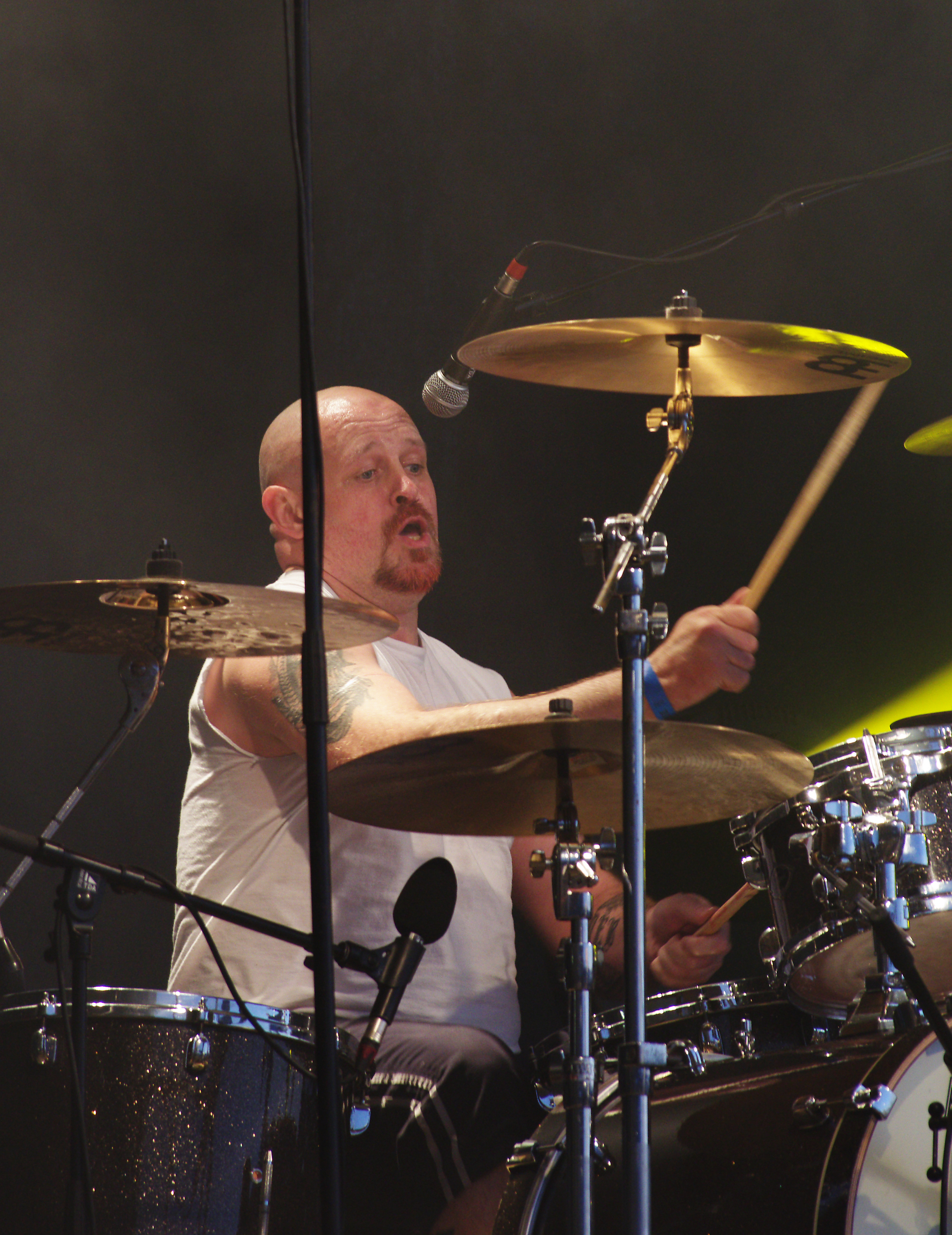
Andrew Laing 2013

### 1978–1979
- Jeff Geggus, AKA Jeff Turner, AKA „Stinky“ Turner (Zpěv)
- Mick Geggus (Kytara)
- Chris Murrell (Baskytara)
- Paul Harvey (Bicí)

### 1979
- Jeff Geggus (Zpěv)
- Mick Geggus (Kytara)
- Vince Riordan (Baskytara)
- Andy „Atlas“ Scott (Bicí)

### 1980
- Jeff Geggus (Zpěv)
- Mick Geggus (Kytara)
- Vince Riordan (Baskytara)
- Nigel Woolf (Bicí)

### 1980–1983
- Jeff Geggus (Zpěv)
- Mick Geggus (Kytara)
- Vince/Vinnie Riordan (Baskytara)
- Keith „Stix“ Warrington (Bicí)

### 1984–1985
- Jeff Geggus (Zpěv)
- Mick Geggus (Kytara)
- Ian Campbell (Baskytara)
- Keith Warrington (Bicí)

### 1987–1991
- Jeff Geggus (Zpěv)
- Mick Geggus (Kytara)
- Vince/Vinnie Riordan (Baskytara)
- Keith „Stix“ Warrington (Bicí)

### 1999
- Jeff Geggus (Zpěv)
- Mick Geggus (Kytara)
- Tony Van Frater (Baskytara)
- Andrew Laing (Bicí)

### 2000–2006
- Jeff Geggus (Zpěv)
- Mick Geggus (Kytara)
- Tony Van Frater (Baskytara)
- Les „Nobby“ Cobb (Bicí)

### 2007–2015
- Jeff Geggus (Zpěv)
- Mick Geggus (Kytara)
- Tony Van Frater (Baskytara)
- Andrew Laing (Bicí)

### 2016–
- Jeff Geggus (Zpěv)
- Mick Geggus (Kytara)
- Vince/Vinnie Riordan (Baskytara)
- Andrew Laing (Bicí)
- Joe Perry Sansome (Bicí) 2017

## Discografie

### Alba
- Greatest Hits Vol. 1 (EMI, 1980)
- Greatest Hits Vol. II (EMI, 1980)
- The Power and the Glory (EMI, 1981)
- The Wild Ones (A.K.A. Records, 1982)
- Quiet Storm (Heavy Metal Records, 1984)
- Lethal (Neat Records, 1990)
- Out of the Gutter (Captain Oi Records, 2002)
- Unforgiven (G&R Records, 2007)
- East End Babylon (Cadiz Music, 2012)[8]

### EP a singly
- „Flares & Slippers“ (7-inch, EP) (Small Wonder, 1979)
- „I'm Not a Fool“ (7-inch single) (EMI, 1979) UK No. 65
- „Bad Man“ (7-inch) (EMI, 1980) UK No. 65
- „The Greatest Cockney Rip Off“ (7-inch. Limited Edition in Yellow Vinyl) (EMI/Zonophone, 1980) UK No. 21
- „I'm Forever Blowing Bubbles“ (7-inch) (EMI/Zonophone, 1980) UK No. 35
- „We Can Do Anything“ (7-inch) (EMI/Zonophone, 1980) UK No. 65
- „We Are the Firm“ (7-inch) (EMI/Zonophone, 1980) UK No. 54
- „Easy Life“ (7-inch, Live EP) (EMI/Zonophone, 1981)
- „On the Streets Again“ (7-inch) (EMI/Zonophone, 1981)
- „Till the End of the Day“ (7-inch) (AKA 1982)
- „Back to the Start“ (7-inch) (Heavy Metal Records, 1984)
- „It's Gonna Kick Off!“ (7-inch, EP) (Cadiz Music, 2016)
- „Goodbye Upton Park“ (7-inch) (Cadiz Music,2016)[6]

### Kompilace a živá alba
- Greatest Hits Vol. 3 (Live & Loud) (1981)
- Unheard Rejects (1985 – collection of demo tracks recorded between 1979 and 1981)
- We Are The Firm (1986)
- The Best Of The Cockney Rejects (1993)
- The Punk Singles Collection (Dojo, 1997)
- Oi! Oi! Oi! (Castle, 1997)
- Greatest Hits Volume 4: Here They Come Again (Rhythm Vicar, 2000 – reissued as Back on the Street – Victory Records, 2000)
- Join the Rejects, the Zonophone years '79–'81 (EMI, )

### Kompilace
- Oi! The Album (1980)
- Total Noise (7-inch EP – 1983 – as Dead Generation)
- Lords Of Oi! (Dressed to Kill, 1997)
- Addicted to Oi! (2001)